# Don de Dieu (navire)
Pour les articles homonymes, voir Don de Dieu.

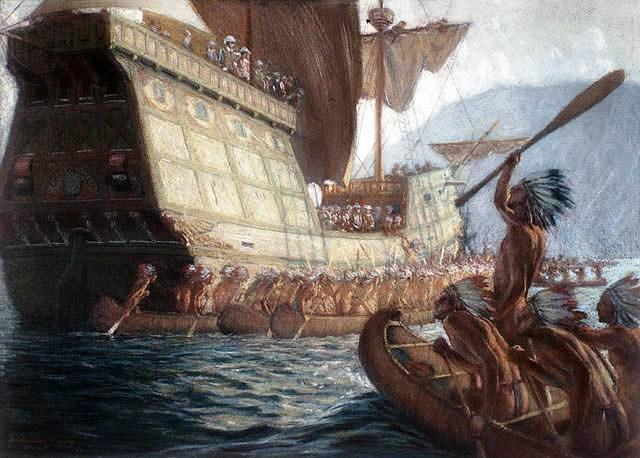
Les Iroquoiens du Saint-Laurent accueillent Samuel de Champlain, à bord du Don de Dieu, lors de son arrivée à Québec en 1608. Cette image est cependant une représentation fictive puisque lors de son premier voyage à Québec, Champlain s'est arrêté à Tadoussac avec son navire et a poursuivi vers Québec en barque pour y arriver le 3 juillet 1608.

Le Don de Dieu était un navire de 150 tonneaux, affrété pour Samuel de Champlain afin qu'il explore la rivière Saguenay. Il était l'un des trois navires partis de France au printemps 1608 pour fonder Québec. Ce navire appartenait à des armateurs protestants.

## Hommages
Le Don de Dieu figure sur le drapeau de la ville de Québec ainsi que sur ses armoiries. La devise inscrite sur les armoiries 'Don de Dieu feray valoir', peut se traduire par 'Cadeau de Dieu se fera utile' .
Une réplique a été réalisée en 1908 à l'occasion des 300 ans de la fondation de Québec.
Une rue a été nommée en son honneur dans la ville de Québec en 2006.
En son honneur la microbrasserie Unibroue a lancé la bière Don de Dieu.

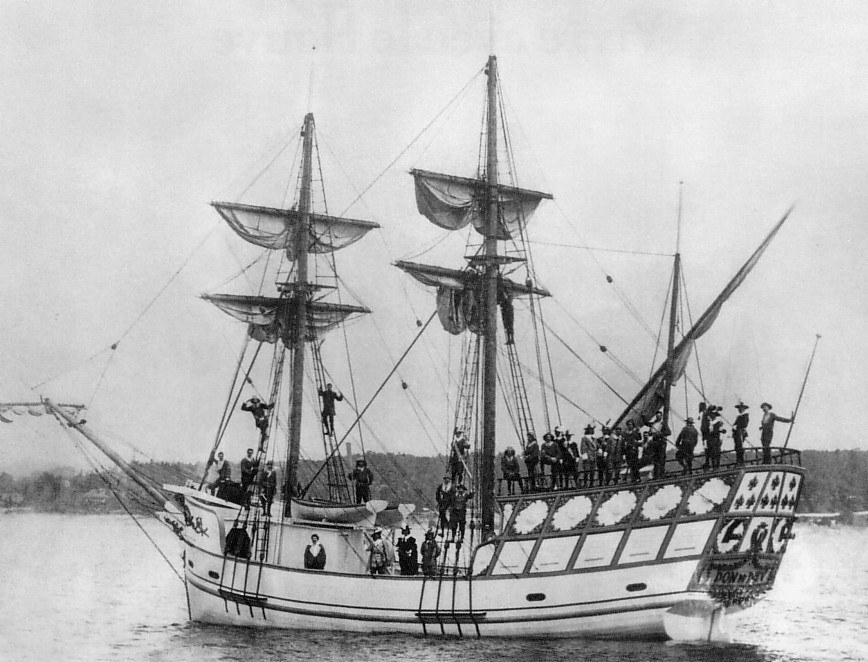
Réplique du navire lors du de la fondation de Québec en 1908.

## Sources et bibliographie
- Michel Vergé-Franceschi (dir.), Dictionnaire d'Histoire maritime, éditions Robert Laffont, coll. « Bouquins », 2002
- Étienne Taillemite, Dictionnaire des marins français, Paris, éditions Tallandier, 2002, 573 p. (ISBN 2-84734-008-4)
- Jean Meyer et Martine Acerra, Histoire de la marine française, Rennes, éditions Ouest-France, 1994
- Le Havre - Grands navigateurs